# The Lemon Pipers
The Lemon Pipers, amerikansk popgrupp bildad 1967 i Cincinnati, Ohio. Gruppen bestod av Ivan Browne (sång), William Bartlett (gitarr), Reg G. Nave (keyboards), Steve Walmsley (bas), och William Albaugh (trummor). Gruppen är mest känd för låten "Green Tambourine" som toppade billboardlistan 1968. Gruppen prövade sedan på ett mer psykedeliskt sound, men det gick inte hem och Lemon Pipers upplöstes 1969.

## Diskografi, album
- Green Tambourine (1967)
- Jungle Marmalade (1968)